# بين الواديين (يهر)

تعديل مصدري - تعديل

بين الواديين هي إحدى قرى عزلة يهر بمديرية يهر التابعة لمحافظة لحج، بلغ تعداد سكانها 158 نسمة حسب تعداد اليمن لعام 2004.